# Regió metropolitana de l'est de Jutlàndia

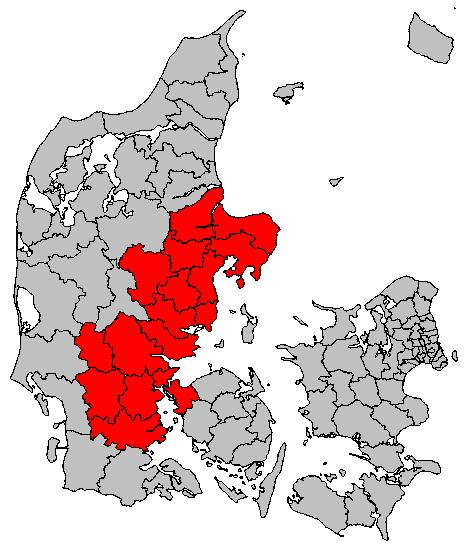
La Regió metropolitana de l'est de Jutlàndia

La regió metropolitana de l'est de Jutlàndia (en danès Byregion Østjylland) és una àrea metropolitana de Dinamarca que abasta 17 municipis al llarg de la costa est de la península de Jutlàndia, entre Randers i Haderslev.
Aquesta zona urbana està habitada per més d'1,2 milions de persones, el que representa un 23% de la població del país, essent la segona aglomeració urbana després de la de Copenhaguen (Hovedstadsområdet). Dins de la regió metropolitana l'aglomeració més important és la ciutat d'Århus amb 242.914 habitants l'1 de gener del 2010.

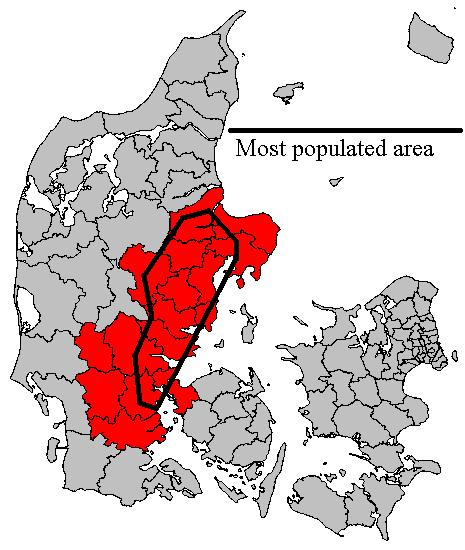
La zona més poblada de la regió metropolitana

## Municipis
Els 17 municipis que formen part de la regió metropolitana són:

(Dades referides a l'1 d'abril del 2010, font: Danmark Statistik)
| Municipi                  | Població  | Superfície km² | Densitat |
| ------------------------- | --------- | -------------- | -------- |
| Municipi d'Århus          | 307.119   | 468            | 656,24   |
| Municipi de Vejle         | 106.603   | 1066           | 100      |
| Municipi de Randers       | 94.828    | 800            | 118,54   |
| Municipi de Kolding       | 89.160    | 605            | 147,37   |
| Municipi de Silkeborg     | 88.513    | 864            | 102,45   |
| Municipi de Horsens       | 82.134    | 542            | 151,54   |
| Municipi de Skanderborg   | 57.385    | 436            | 131,62   |
| Municipi de Haderslev     | 56.387    | 701            | 80,44    |
| Municipi de Fredericia    | 49.978    | 134            | 372,97   |
| Municipi de Favrskov      | 46.590    | 539            | 86,44    |
| Municipi de Hedensted     | 45.934    | 551            | 83,36    |
| Municipi de Vejen         | 42.820    | 814            | 52,6     |
| Municipi de Syddjurs      | 41.469    | 696            | 59,58    |
| Municipi de Norddjurs     | 38.119    | 721            | 52,87    |
| Municipi de Middelfart*   | 37.642    | 299            | 125,89   |
| Municipi de Billund       | 26.195    | 536            | 48,87    |
| Municipi d'Odder          | 21.759    | 225            | 96,71    |
| Total Regió metropolitana | 1.232.635 | 9.997          | 123,3    |

* El Municipi de Middelfart no és a la península de Jutlàndia sinó a l'illa de Fiònia.